# هيجة الطويل (طور الباحة)

تعديل مصدري - تعديل

هيجة الطويل هي إحدى قرى عزلة طور الباحة بمديرية طور الباحة التابعة لمحافظة لحج، بلغ تعداد سكانها 86 نسمة حسب تعداد اليمن لعام 2004.